# Hastula cinerea
Hastula cinerea är en snäckart som först beskrevs av Born 1778.  Hastula cinerea ingår i släktet Hastula och familjen Terebridae. Inga underarter finns listade i Catalogue of Life.